# 国务院全国社会救助部际联席会议
国务院全国社会救助部际联席会议是中华人民共和国国务院的议事协调机构。

## 历史
2013年8月30日《国务院关于同意建立全国社会救助部际联席会议制度的批复》(国函〔2013〕97号)批复同意建立由民政部牵头的全国社会救助部际联席会议制度。在国务院领导下，研究拟订完善社会救助体系的重大制度、政策、体制和机制，向国务院提出建议；统筹做好最低生活保障与医疗、教育、住房等其他社会救助政策以及促进就业、扶贫开发政策的协调发展和有效衔接；研究解决救助申请家庭经济状况核对跨部门信息共享问题；督导推进全国社会救助体系建设；完成国务院交办的其他事项。联席会议办公室设在民政部。　　　　　　　　　　　　　　　　　　　　　　　　　　  　 

## 成员单位
- 召集人：李立国　　民政部部长
- 成员：
  - 吴恒权　　中央宣传部副部长
  - 何建中　　中央编办副主任
  - 唐仁健　　中央农办副主任
  - 朱之鑫　　发展改革委副主任
  - 刘利民　　教育部副部长
  - 黄　明　　公安部副部长
  - 窦玉沛　　民政部副部长
  - 王保安　　财政部副部长
  - 胡晓义　　人力资源社会保障部副部长
  - 齐　骥　　住房城乡建设部副部长
  - 陈晓华　　农业部副部长
  - 马晓伟　　卫生计生委副主任
  - 潘功胜　　人民银行副行长
  - 余效明　　审计署副审计长
  - 宋　兰　　税务总局副局长
  - 孙鸿志　　工商总局副局长
  - 张为民　　国家统计局副局长
  - 胡可明　　国务院法制办副主任
  - 阎庆民　　银监会副主席
  - 姚　刚　　证监会副主席
  - 黄　洪　　保监会主席助理
  - 徐业安　　国务院信访局副局长
  - 王国良　　国务院扶贫办副主任